# Frederick Gowland Hopkins
Sir Frederick Gowland Hopkins, OM, PRS, angleški biokemik in akademik, nobelovec, * 20. junij 1861, Eastbourne, Sussex, † 16. maj 1947, Cambridge.
Hopkins je leta 1929, skupaj z Eijkmanom, prejel Nobelovo nagrado za fiziologijo ali medicino za odkritje vitaminov. Znan je tudi po odkritju aminokisline triptofan.
Med letoma 1930 in 1935 je bil predsednik Kraljeve družbe.